# Nolife (chaîne de télévision)
Pour l’article homonyme, voir Nolife.
Nolife est une ancienne chaîne de télévision thématique française axée sur les cultures geek et japonaise, diffusée du 1er juin 2007 au 30 avril 2018 sur ADSL et sur le câble.
En redressement judiciaire depuis septembre 2015, la chaîne a vu le départ de sa section sur les jeux vidéo un an plus tard. Le 1er avril 2018, alors en phase de liquidation judiciaire, la fin de la chaîne est annoncée pour le 8 avril 2018. Elle continue ensuite la rediffusion d'émissions jusqu'à la fin de la liquidation de la chaîne (et diffuse même quelques émissions inédites jusqu'au 25 avril 2018). Le stream Twitch de la chaîne s'est officiellement arrêté le 30 avril 2018 peu avant 18 heures, signant ainsi la fin définitive de Nolife.

## Historique
Las des refus de leurs concepts d'émission par les grandes chaînes, Sébastien Ruchet et Alex Pilot ont créé Nolife à leur image : des passionnés de la culture populaire japonaise et des jeux vidéo. Ils voulaient faire de Nolife une chaîne libre qui fait fi des clichés et qui n'hésite pas à aller en profondeur dans leurs sujets.

### Débuts
La chaîne a fait sa première apparition le 12 février 2007 avec la mise en ligne d'un site web annonçant une future chaîne pour les geeks et otakus, son lancement était annoncé pour fin mars 2007. Mais, l’autorisation d’émettre n'est donnée que le 28 avril 2007, à cause de problèmes d’ordre administratif qui retardent le lancement officiel,. Il a finalement lieu le 1er juin 2007 à 21 h. La chaîne tourne alors avec un budget de 1 000 euros par mois.
Le 15 juillet 2007, Nolife propose une soirée inédite à la télévision française, pour ce type de chaîne, "Clôture de la saison 1 en presque direct". En effet, ce soir-là, tous les animateurs de la chaîne étaient présents, et proposaient aux téléspectateurs de proposer par mail, des programmes qu'ils auraient aimé revoir ce soir-là, et même des programmes inédits, qui étaient réalisés et montés dans la foulée.

### Nouveau partenaire financier
Au cours d’un canular organisé le vendredi 13 juin 2008 à 19 h 42, Sébastien Ruchet annonce « officiellement » la fin de la chaîne à l’antenne, pour des raisons financières, déjà évoquées à plusieurs reprises depuis la naissance de la chaîne. Cette annonce a été suivie d’un reportage making of, expliquant l’histoire de la chaîne et les difficultés rencontrées. À la fin de ce reportage, un arrêt de la diffusion est simulé, imitant un écran titre de borne d’arcade. Au bout de quelques secondes, un son de pièce insérée dans la machine se fait entendre et un crédit supplémentaire s’affiche, signifiant le début d’une nouvelle partie. La diffusion reprend alors avec la suite du reportage. Les membres de la chaîne expliquent que la chaîne ne met pas la clef sous la porte, car la société Ankama est entrée dans le capital de Nolife SA, devenant ainsi un partenaire financier. Alex Pilot, directeur des programmes de la chaîne, a alors résumé cette situation en une phrase : « Ankama sauve Nolife, ni plus ni moins. »
En avril 2009, la chaîne déménage et s'installe au sein des locaux parisiens d'Ankama dans le Xe arrondissement de Paris. Cela s'inscrit dans une démarche de développement de la chaîne, installée jusque-là dans des locaux très petits et exigus. La chaîne possède désormais des locaux plus grands et fonctionnels, afin de travailler dans des conditions plus convenables pour une chaine de télévision.

### Création de Nolife Online
Fin juin 2009, la chaîne apprend que sa demande de diffusion sur le câble a été à nouveau rejetée. Malgré le soutien d'Ankama, elle ne gagne pas assez d'argent par la publicité, les publicitaires ne s'intéressant que trop peu au marché des chaînes exclusivement diffusées par l'ADSL : Médiamétrie ne les prenant pas en compte. Elle devient donc un poids pour Ankama, qui la finance tous les mois. Ainsi, la direction de Nolife a demandé à ses téléspectateurs, via un sondage et un échange d'idées sur le forum officiel de la chaîne, s'ils seraient prêts à payer pour regarder la chaîne, puisque cela semble désormais leur seule option de survie[source secondaire souhaitée].
Le 12 juillet 2009, après quelques semaines de réflexion, Sébastien Ruchet, PDG de Nolife, annonce officiellement le maintien de la diffusion gratuite de la chaîne. Pour la faire vivre, il propose alors un système de bonus, tel que du contenu inédit sur le site internet pour les abonnés. L'équipe prend donc le choix de mettre son avenir entre les mains des téléspectateurs. Le 26 août 2009, Sébastien Ruchet annonce alors, par une vidéo sur Dailymotion, que le sondage lancé quelques mois plus tôt a permis de mettre en place deux nouvelles formules d'abonnement en ligne : une formule à 3 €/mois donnera droit à la visualisation des émissions diffusées pendant les 12 derniers mois ; la formule à 5 €, dite Formule Archives, proposera le même contenu que la première, mais depuis les origines de la chaîne, offrant ainsi un contenu inédit tels que les pré-spots annonçant la naissance de la chaîne.
Sébastien Ruchet annonce dans l'émission « Le Coin des abonnés » du 8 novembre 2009 que la situation est critique. Le nombre d'abonnés est très en deçà du nombre de votants au sondage et que l'avenir de la chaîne est compromis.

### Médiamétrie et les audiences
En février 2010, Nolife envoie à tous les inscrits sur son site un e-mail. Ce message est écrit par Marcus, animateur sur la chaîne, et rappelle l'urgence et la gravité de la situation, soulignant la nécessité absolue de pérenniser les abonnements au moins jusqu'à septembre 2010, date à laquelle la chaîne pourrait enfin communiquer ses audiences aux annonceurs par l'intermédiaire de Mediamétrie, et pourrait donc avoir de vrais revenus tirés de la diffusion de publicité et ne plus dépendre uniquement des abonnés à Nolife Online. Le 26 août 2010, Alex Pilot annonce via un communiqué dans le forum que la rentrée 2010 aura bel et bien lieu le lundi 6 septembre[réf. nécessaire].
Le 8 mars 2011, sur la page Facebook de la chaîne, il est annoncé que Nolife rejoint le bouquet thématique de France Télévisions Publicité.

### Déploiement de la HD et Numericable
Après avoir pu enfin s'être assuré une relative stabilité financière grâce aux retombées des audiences de Médiamétrie, Nolife se lance dans la HD. Petit à petit, les diffuseurs s'alignent sur cette nouvelle qualité d'image pour la chaîne. Free et Alice la proposent dès octobre 2013,. En décembre Nolife est disponible en HD chez Orange et SFR.
Puis le 4 février 2014, après plus de six ans d'attente, Nolife arrive sur Numericable,.

### Lancement de Noco

Logo de Noco.

Petit à petit, le service Nolife Online est devenu un frein à l'expansion de l'offre de la chaîne. Les structures de la chaîne ne lui permettaient plus de fournir du contenu streaming en HD. En outre, elle n'avait alors pas la capacité de répondre aux demandes d'éditeurs de contenus en ligne d'utiliser son service Nolife Online. Dernier point, le nombre d'abonnés diminuait doucement mais surement.
Nolife annonce alors, le 4 mars 2013, la création de Noco (filiale de Nolife), un service de vidéo à la demande par abonnement, destiné à remplacer Nolife Online. Le service Noco est lancé le 21 mars 2014. En plus de proposer un abonnement en VOD à ses propres émissions, Noco propose des abonnements à plusieurs catalogues de vidéos : Dybex, Wakanim, Olydri et WE Prod entre autres. Pour respecter les quotas imposés par le CSA, Noco propose automatiquement et gratuitement à l'abonné des programmes complémentaires produits en France et en Europe. Pour célébrer son premier anniversaire en mars 2015, le catalogue de Noco est proposé gratuitement le temps d'un week-end.

### Retour des difficultés et fin de la chaîne
En raison d'une baisse des revenus issus de la publicité, la chaîne se retrouve en difficulté. Afin de pouvoir continuer à survivre, elle se sépare d'une partie de son équipe.
En 2016, un redressement judiciaire est prononcé afin de permettre à la chaine d'éponger sa dette. En septembre 2016, Nolife annonce le licenciement de son équipe jeux vidéo afin de passer le cap du redressement judiciaire. À l'été 2017, Nolife parvient à sortir de redressement et entre en plan de continuation. Cette étape s'accompagne d'un changement de formule à compter de la rentrée 2017.
Le 1er avril 2018 cependant, Sébastien Ruchet, président de Nolife, annonce la fin de la chaîne, faute d'avoir pu concrétiser d'accord avec de nouveaux investisseurs. La date d’arrêt de la chaîne est prévue pour le 8 avril 2018 avec une soirée d'adieu. La liquidation proprement dite est annoncée pour le 16 avril.
Le 8 avril, la soirée d'adieu, nommée The End of [N]olife (en référence à The [E]nd Of YoHRa, la fin E du jeu Nier:Automata), est diffusée à partir de 19 heures, en simultané sur la chaîne et sur la plateforme Twitch. En plus de proposer le dernier épisode de Chez Marcus, elle alterne des interventions d'animateurs de Nolife (anciens ou actuels), des clips de musique japonaise, et une rétrospective antéchronologique de la chaîne présentée par Davy Mourier, Sébastien Ruchet et Alex Pilot. 
À l'issue de l'émission, le clip de la chanson Heavenly Star de Genki Rockets est diffusé, qui était le premier clip diffusé sur la chaîne. S'ensuit un générique de fin inspiré de celui de Nier: Automata, en forme de shoot-em-up tirant sur les noms des programmes de la chaîne, accompagné des nombreux messages de soutien des téléspectateurs apprenant l'arrêt de la chaîne. Durant cette séquence, la barre de progression des programmes dans le logo défile à l'envers, avant, tout à la fin, d'effacer le logo Nolife. Après quelques minutes, le logo revient à l'écran accompagné d'un compteur en hexadécimal, qui va en s'incrémentant — rappelant le compte à rebours avant le lancement de la chaîne. Environ deux heures plus tard, le compteur et le logo s'effacent, suivi d'un sketch indiquant que la chaîne passe en mode « zombie » : jusqu'à la coupure définitive du signal, Nolife continue d'émettre des rediffusions et des clips (diffusant même quelques programmes inédits jusqu'au 25 avril 2018).
Durant cette soirée, le hashtag #TheEndofNolife se classe dans les tendances en France sur Twitter. Elle est rediffusée une dernière fois le soir du 26 avril 2018, date à laquelle la chaîne arrête le mode zombie pour diffuser une playlist de 22 h qui tournera en boucle en attendant que le signal de la chaîne s'arrête progressivement chez chaque opérateur. Le premier opérateur ayant coupé son signal est Free, le 24 avril, qui est également le premier opérateur à avoir diffusé la chaîne depuis son lancement, le 1er juin 2007. La chaîne s'arrête officieusement sur Twitch le 30 avril 2018 à 17 h 52, la chaîne se terminant par la présentation des logiciels internes utilisés à Nolife par Cyril Lambin, le directeur technique de la chaîne.
Depuis le 30 avril 2018 au soir, seuls les opérateurs Bouygues Télécom et Orange rediffusaient en boucle la playlist finale.
Dans la nuit du 19 mai 2018 au 20 mai 2018, la rediffusion est terminée chez les deux opérateurs et la chaîne n'est depuis plus proposée dans les Offres TV.

### Nolife Z sur Twitch
Le 31 mai 2024, comme débloqué lors de la campagne participative d’Origami, un numéro de 101% est produit et diffusé sur la chaîne twitch d’Origami. Le 30 mai 2025, un deuxième numéro y fut diffusé, suivi d’un épisode de Superplay Ultimate.
À la fin de cette diffusion, la chaîne twitch de Nolife repris du service pour une soirée. Des émissions produites après la fin de la chaîne, comme la saison 3 de Collector’s Quest ou le making of de Mars Express étaient entrecoupés de jingles et de clips de l’époque.
Dès lors, la chaîne twitch se met à émettre de façon sporadique un programme nommé Nolife Z. Annoncé sur les réseaux sociaux de la chaîne un peu en avance, elle permet à tout à chacun de redécouvrir des rediffusions de la chaîne, avec quelques productions inédites d’anciens membres du staff de la chaîne.

## Identité visuelle

### Logos
La chaîne a eu deux logotypes, tous les deux animés (la barre se remplit pour indiquer la progression des émissions). Le premier a duré de la création de la chaîne à septembre 2009. Le second lui a succédé jusqu'à l'arrêt de la chaîne, en 2018. Cette nouveauté de 2009 s'explique par une refonte du site Internet[1]. En outre, un code couleur plus complet est établi.

Depuis le 13 juin 2025 , Nolife Z, la version « zombie » de la chaîne qui est dédiée aux archives et aux soirées spéciales, continue d’utiliser le second logo historique de Nolife (2009-2018). Toutefois, pour affirmer sa propre identité, un logo additionnel a été introduit  un grand « Z » noir stylisé sur fond blanc. Ce logo distinct permet de différencier Nolife Z tout en conservant un lien visuel avec la chaîne originale.

Logotype de Nolife du 1er juin 2007 à septembre 2009.
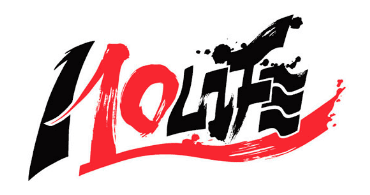
Logotype utilisé pour les 10 ans de la chaîne en 2017.
Logotype de Nolife de septembre 2009 au 30 avril 2018.
Logotype De Nolife Z "Zombie" (depuis le 13 juin 2025)

### Slogans
À partir de 2007, le slogan de Nolife est « Y a pas que la vraie vie dans la vie ! ».
Finalement, à la toute fin de Nolife, le slogan final qui sera aussi le nom du site web (fermé depuis le 30 avril 2018) est « C'était mieux avant, quand c'était vivant » annonçant qu'il n'y aura plus de marche arrière pour Nolife.

## Programmes
Nolife est une chaîne musicale d'après la convention qu'elle a signée avec le CSA en avril 2007. À ce titre, elle est tenue de consacrer au minimum 50 % du temps d'antenne à la diffusion de vidéomusiques (clips musicaux). De plus, 60 % des œuvres audiovisuelles diffusées doivent être des programmes produits en Europe, dont deux tiers doivent être produits en France et en langue française. Les clips musicaux étant considérés comme de telles œuvres, Nolife ne peut diffuser plus de 40 % de clips d'origine non-européenne.
Le reste des programmes est essentiellement constitué d'un magazine quotidien, diffusé du lundi au vendredi à 19 h, intitulé 101% et de diverses émissions sur la culture geek (jeux vidéo, bande dessinée, cinéma, etc) et nipponne (musique, tourisme, etc). En outre, la grille des programmes est ponctuée par la diffusion d'anime dans leur version originale sous-titrée, de séries de fiction et de webséries[source secondaire souhaitée].

## Organisation
Nolife a été fondée sous les auspices de la société Pocket Shami par Sébastien Ruchet et Alex Pilot. Ces derniers sont administrateurs de Nolife SA, Sébastien Ruchet représentant la maison mère Pocket Shami,.
Sébastien Ruchet est président-directeur général tandis qu’Alex Pilot, outre ses responsabilités de directeur d'antenne, réalisait au départ une bonne partie des émissions de la chaîne. D'ailleurs, quasiment tout le personnel de Nolife a de multiples casquettes au sein de la chaîne.
- Président directeur général : Sébastien Ruchet
- Directeur des programmes : Alex Pilot
- Directeur technique : Cyril Lambin
- Relation Japon : Suzuka Asaoka
- Responsable de la conduite d'antenne : Sylvain Dreyer (jusqu'en mars 2015)
- Rédacteur en chef jeux vidéo : Thierry Falcoz (jusqu'à début janvier 2015)

### Équipe

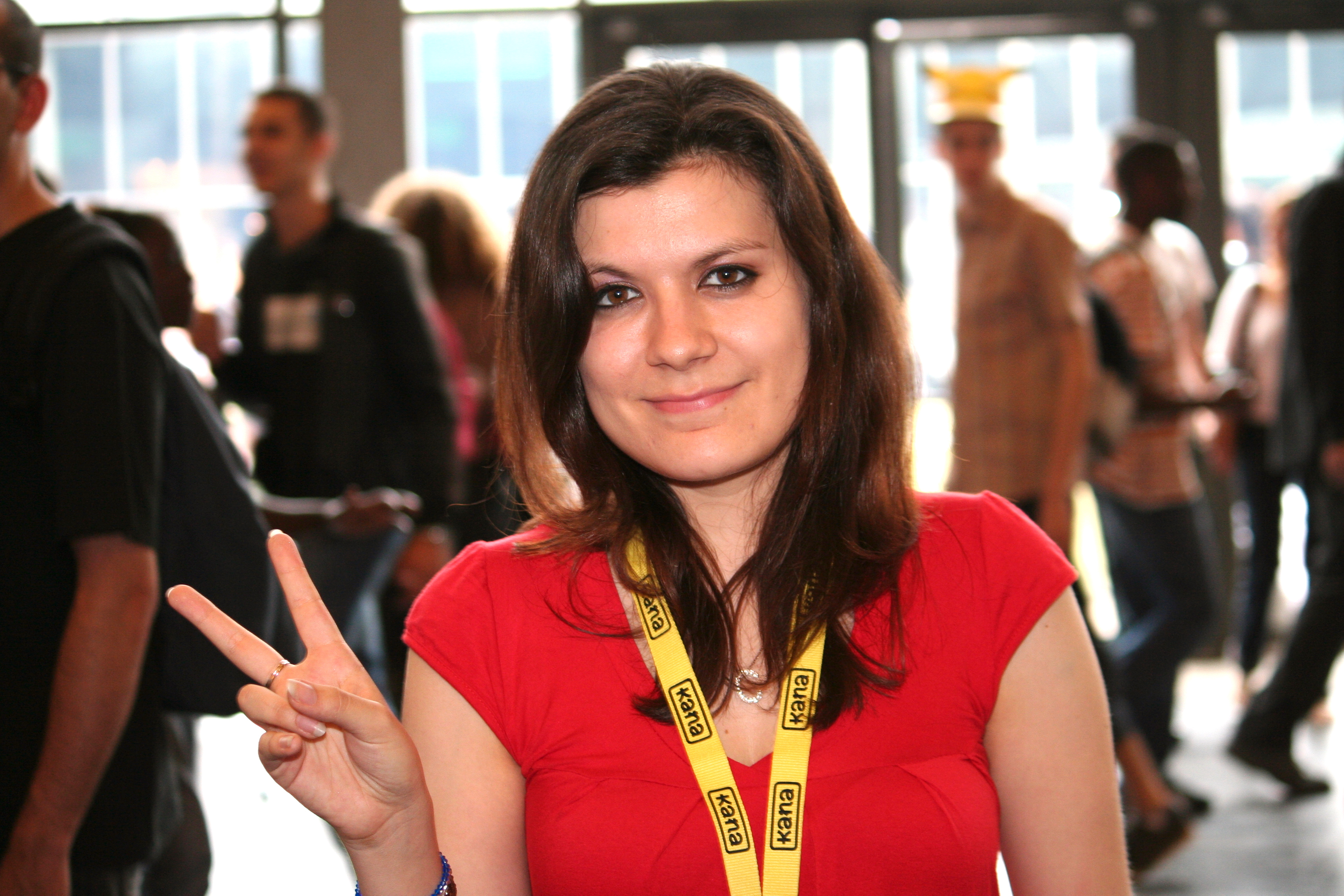
Caroline Segarra à Japan Expo 2008.

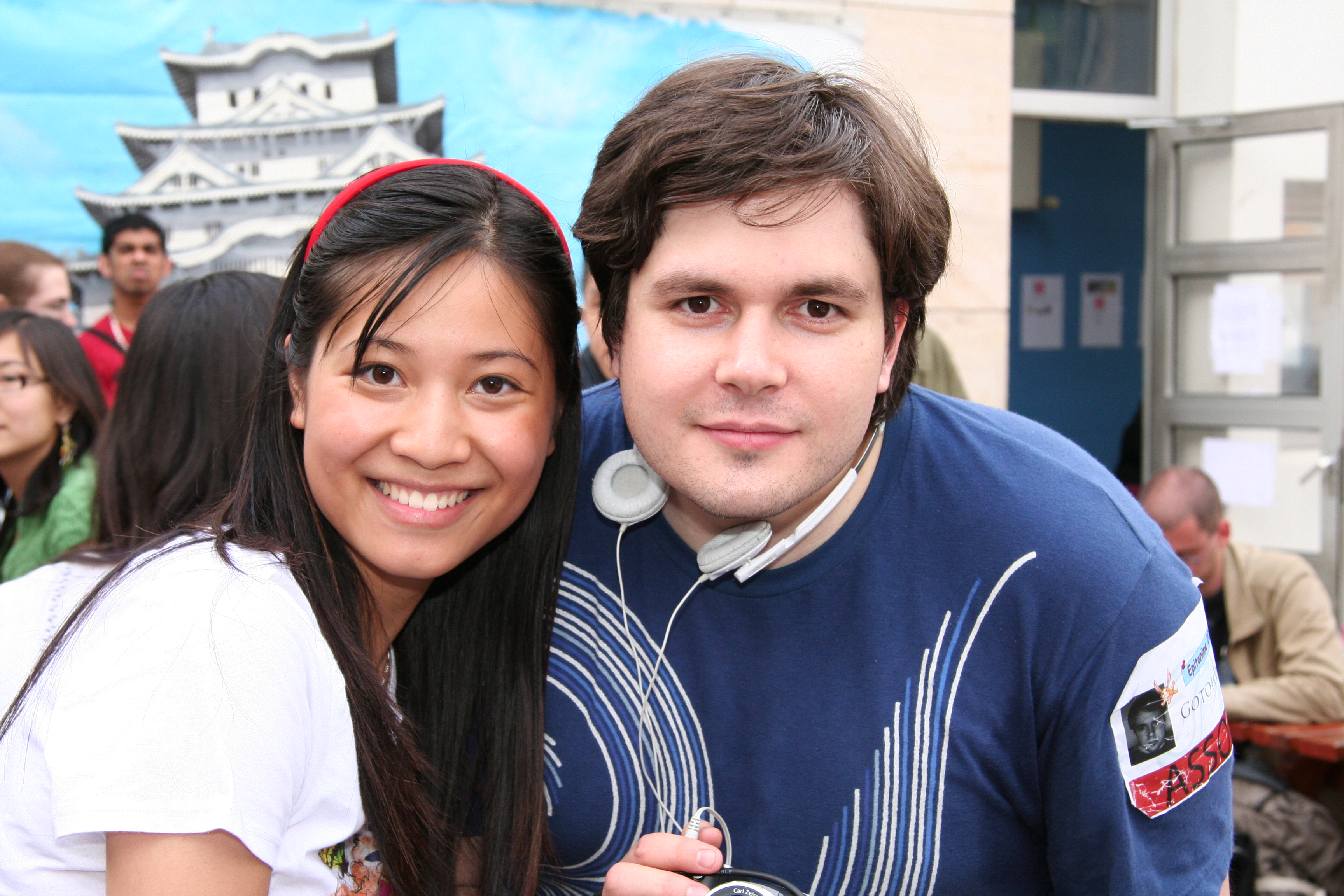
Genevieve Doang et Thomas Guitard prêtent leur voix à l'habillage de la chaîne.

Dans l’équipe d'origine de la chaîne, on trouve notamment certains cocréateurs de la série France Five, les membres de la société Pocket Shami, les membres de Une Case En Moins, ceux des Guardians et de GotohWan ainsi qu'un bon nombre d'anciens employés de la chaîne Game One, tels que les animateurs Thierry Falcoz et Marcus, ainsi que Philippe Nègre et Cyril Lambin.
D'autres personnes, ne travaillant pas directement pour Nolife mais pour d'autres sociétés ou associations, apparaissent ou sont apparus régulièrement à l'antenne[réf. nécessaire].
Des émissions produites ou coproduites par la société Game Productions, qui était souvent créditée au démarrage de la chaîne comme soutenant activement Nolife, ont été produites par la suite en interne[pertinence contestée], Game Productions ayant cessé son activité en 2009.

### Anciens membres de l'équipe
Parmi les anciens participants à la chaîne se trouvent Benzaie, Davy Mourier, Geneviève Doang, Martial Le Minoux, Monsieur Poulpe et Slimane-Baptiste Berhoun.

## Invités spéciaux
Au travers de ses émissions, la chaîne a eu l’occasion de voir passer des invités spéciaux, dont certains qu’il n’était pas coutume de voir à la télévision française.
L’émission qui va délibérément dans ce sens est 101%. Animée le reste du temps par Claire, Davy et, Benoît, 101% est présenté tous les vendredis par un invité-surprise, avec un credo : « le vendredi, c’est n’importe qui ».